# Вокорбей, Огюст
Огюст Эммануэль Вокорбей (фр. Auguste-Emmanuel Vaucorbeil; 15 декабря 1821, Руан — 2 ноября 1884, Париж) — французский композитор, директор парижской Оперы в 1879—1884 годах.

## Биография
Окончил Парижскую консерваторию, где был одним из последних учеников Луиджи Керубини. Позднее преподавал там же хоровое пение.
Автор опер «Любовная битва» (фр. Bataille d’amour; 1863, либретто Викторьена Сарду) и «Магомет», кантаты «Смерть Дианы» (фр. La mort de Diane), духовной музыки, двух струнных квартетов, вокальных сочинений; наибольшей известностью пользовались его сонаты для скрипки и фортепиано. В первой половине 1870-х годов — президент парижского Общества композиторов. С 1872 года — инспектор государственных театров.
С 1879 года Вокорбей был одним из директоров парижской Гранд-опера; известен, в частности, тем, что отказал в постановке «Иродиады» Жюля Массне, после этого триумфально прошедшей в брюссельском театре «Ла Монне». Клод Дебюсси любил вспоминать, как в 19 лет он был собственноручно выведен из театра Вокорбеем за слишком пылкие восторги во время представления балета Эдуара Лало «Намуна».